# Copa da Liga Escocesa 1974–75
A Copa da Liga Escocesa de 1974-75 foi a 29º edição do segundo mais importante torneio eliminatório do futebol da Escócia. O campeão foi o Celtic F.C., que conquistou seu 8º título na história da competição ao vencer a final contra o Hibernian F.C., pelo placar de 6 a 3.

## Premiação
| Copa da Liga Escocesa de 1974-75 |
| Escócia                          |
| -------------------------------- |
| Celtic F.C. Campeão (8º título)  |